# 1172
Năm 1172 trong lịch Julius.

## Mất
- Hột Thạch Liệt Chí Ninh, người Thượng Kinh, tướng lãnh nhà Kim